# Thorleif Andresen
Thorleif Steinar Andresen (* 14. Februar 1945 in der Gemeinde Enebakk, Provinz Akershus, Norwegen; † 4. August 2022 in Chiang Rai, Thailand) war ein norwegischer Radrennfahrer.
Thorleif Andresen begann im Alter von 17 Jahren mit dem Radsport, ein Jahr später als sein älterer Bruder Ørnulf. Als mehrfacher Olympiateilnehmer sowie erfolgreicher Teilnehmer nationaler Meisterschaften und bedeutender Amateurfahrten bekam er Angebote, ins Profilager zu wechseln, entschied sich jedoch immer gegen diesen Schritt. Er war Teilnehmer der Olympischen Sommerspiele 1968 in Mexiko-Stadt, wo er 13. im Straßenrennen und mit der Vierermannschaft Fünfter im Mannschaftszeitfahren wurde. 1972 in München wurde der norwegische Vierer wiederum Fünfter, Andresen belegte im Einzelrennen den 70. Rang. Bei den Olympischen Sommerspielen 1976 in Montreal kam er als 38. des Einzelrennens ins Ziel. 1967, 1969 und 1974 gewann er das Rennen Roserittet. 1974 siegte er im Eintagesrennen Tyrifjorden Rundt.
Den Kongepokal (Königspokal), der für die beste sportliche Leistung bei norwegischen Meisterschaften vergeben wird, erhielt Andresen 1964, 1969 und 1971. Bei den UCI-Straßen-Weltmeisterschaften 1966 auf dem Nürburgring belegte er im Straßenrennen der Amateure den 38. Platz, im Jahr zuvor war er 18. geworden.
Nach seiner aktiven Zeit als Radrennfahrer arbeitete Andresen als Nationaltrainer für die norwegische Mannschaft.

## Palmarès
1962
- Norwegischer Juniorenmeister – Einzelzeitfahren

1963
- Norwegischer Meister – Mannschaftsverfolgung
- Norwegischer Meister – Mannschaftszeitfahren

1964
- Norwegischer Meister – Mannschaftszeitfahren

1965
- Norwegischer Meister – Mannschaftszeitfahren

1966
- Norwegischer Meister – Mannschaftszeitfahren

1967
- Norwegischer Meister – Mannschaftszeitfahren

1968
- Norwegischer Meister – Mannschaftszeitfahren
- eine Etappe Friedensfahrt

1969
- Norwegischer Meister – Einzelzeitfahren

1971
- Norwegischer Meister – Einzelzeitfahren
- Norwegischer Meister – Mannschaftszeitfahren

1974
- Norwegischer Meister – Mannschaftszeitfahren
- Berliner Etappenfahrt

1975
- Norwegischer Meister – Mannschaftszeitfahren

1977
- Norwegischer Meister – Mannschaftszeitfahren

1978
- Norwegischer Meister – Mannschaftszeitfahren

1979
- Norwegischer Meister – Mannschaftszeitfahren